# نبض الملاعب
نبض الملاعب هو برنامج رياضي اسبوعي موريتاني من عام 2013 يعرض على قناة الساحل كل اثنين الساعة 22:00 بتوقيت جرينيتش ويهتم بالرياضة الموريتانية خاصة والرياضة بشكل عام وهو حاصل على جائزة أفضل برنامج رياضي موريتاني عام 2014 والممنوحة من قبل الاتحادية الموريتانية لكرة القدم.